# Kevin Figaro
Kevin Figaro (* 16. Oktober 1959 in Lafayette (Louisiana)) ist ein ehemaliger US-amerikanischer Basketballspieler.

## Werdegang
Figaro spielte bis 1981 an der University of Louisiana at Lafayette, in der Saison 1980/81 erzielte er für die Hochschulmannschaft im Durchschnitt 23,8 Punkte je Begegnung. 2006 wurde er in die Ruhmeshalle des Hochschulsports der University of Louisiana at Lafayette aufgenommen. Die Atlanta Hawks sicherten sich 1981 beim NBA-Draftverfahren die Rechte an Figaro. Diese gingen im Oktober 1983 an die San Diego Clippers über. In der NBA spielte Figaro jedoch nie.
In den Spieljahren 1982/83 und 1983/84 stand Figaro in Diensten der Mannschaft Ohio Mixers in der US-Liga CBA und erreichte jeweils einen Punktedurchschnitt von 25,8 Punkten je Begegnung. In seiner ersten CBA-Saison wurde er als Spieler des Jahres ausgezeichnet.
Hernach spielte Figaro in Frankreich: Zwischen 1984 und 1987 war er Mitglied des Erstligisten ESM Challans. Er wies in der Saison 1985/86 einen Punktedurchschnitt von 26,7 Punkten je Begegnung auf und wurde als bester ausländischer Spieler der französischen Liga ausgezeichnet. Auch als Mitglied von Olympique d’Antibes zeigte Figaro gute Angriffsleistungen, sein Punktedurchschnitt lag in der Saison 1987/88 bei 25,4 je Einsatz.
In der Schweizer Nationalliga A lief Figaro 1988/89 für den Genfer Verein Champel Basket auf. Seine Saisonhöchstleistung in einem Nationalliga-Spiel waren 51 Punkte, die er im März 1989 gegen Nyon erzielte. Er trat mit Champel ebenfalls im Europapokal der Landesmeister an.
1990/91 spielte er für den französischen Zweitligisten Avignon und von 1991 bis 1993 für Maccabi Ramat Gan in Israel.